# Brazatortas
Brazatortas è un comune spagnolo di 1 038 abitanti situato nella comunità autonoma di Castiglia-La Mancia.